# Franz Himstedt
Franz Himstedt (Braunschweig, 12 de julho de 1852 — Freiburg im Breisgau, 7 de janeiro de 1933) foi um físico alemão.

## Vida e obra
Himstedt frequentou de 1864 a 1868 o Instituto Privado Güther em Braunschweig e de 1869 a 1872 o ginásio Martino-Katharineum Braunschweig. Após estudar física doutourou-se em 1875 na Universidade de Göttingen, orientado por Eduard Riecke. Lecionou depois por dois anos em seu ginásio de Braunschweig, habilitando-se depois na Universidade de Göttingen, onde tornou-se Privatdozent em 1878. Dois anos depois mudou para a Universidade de Freiburg, onde obteve depois uma cátedra. Após mudar-se para a Universidade de Gießen, sucessor de Wilhelm Conrad Röntgen, retornou definitivamente para Freiburg em 1895.
Suas áreas de pesquisa foram principalmente eletrodinâmica e eletrostática. De 1922 a 1924 foi presidente da Deutsche Physikalische Gesellschaft. Em 1888 foi eleito membro da Academia Leopoldina.